# Нощ в музея 2
Нощ в музея 2 (известен в Северна Америка като Нощ в музея: Битката за Смитсониан), е американска комедия от 2009 г. и продължението на приключенската комедия от 2006, Нощ в музея. Във филма участват Бен Стилър, Ейми Адамс, Оуен Уилсън, Ханк Азария, Кристофър Гест, Алейн Чабат, Стив Куган, Рики Джървейз, Бил Хадър, Джон Бернтал, Патрик Галахър, Джейк Чери, Джона Хил Рами Малек, Мизуо Пек и Робин Уилямс. Филмът излиза на 22 май 2009 г.

## Сюжет
Нощ се спуска над Смитсоновия институт във Вашингтон. Охраната си е тръгнала, светлините са изгасени, учениците са по леглата си... а бившият нощен пазач Лари Дейли (Бен Стилър) ще се окаже въвлечен в най-голямото си приключение, в което историята оживява. В това продължение на „Нощ в музея“, Лари се оказва в центъра на епическа битка, разиграваща се в коридорите на най-големия музей в света.

## Актьорски състав
- Бен Стилър в ролята на Лари Дейли
- Ейми Адамс в ролята на Амелия Еърхарт
- Оуен Уилсън в ролята на Джебедая Смит
- Ханк Азария в ролята на Ка Мун Ра/Мислителят/Ейбръхам Линкълн
- Кристофър Гест в ролята на Иван Грозни
- Алейн Чабат в ролята на Наполеон Бонапарт
- Стив Куган в ролята на римския генерал Гай Октавий
- Рики Джървейз в ролята на д-р МакФий
- Бил Хадър в ролята на генерал Джордж Армстронг Къстър
- Джон Бърнтол в ролята на Ал Капоне
- Патрик Галахър в ролята на Атила
- Джейк Чери в ролята на Ники Дейли
- Джона Хил в ролята на Брандон пазачът
- Рами Малек в ролята на Амун Ра
- Мизуо Пек в ролята на Сакагауеа
- Робин Уилямс в ролята на Теодор Рузвелт/Бронзовата глава на Теодор Рузвелт
- Брад Гарет в ролята на Главата от Великденския остров (глас)
- Кевин Джонас в ролята на Херувим #1 (глас)
- Джо Джонас в ролята на Херувим #2 (глас)
- Ник Джонас в ролята на Херувим #3 (глас)
- Франки Джонас в ролята на посетител на музея (малка роля)